# مارتن ديجردان
مارتن ديجَردان (بالفرنسية: Martin Desjardins)‏ هو أستاذ جامعي ورسام هولندي وفرنسي، ولد في 1637 في بريدا في هولندا، وتوفي في 2 مايو 1694 في باريس في فرنسا.